# Speleonectes emersoni
Speleonectes emersoni is een ladderkreeftensoort uit de familie van de Speleonectidae. De wetenschappelijke naam van de soort is voor het eerst geldig gepubliceerd in 2007 door Lorentzen, Koenemann, Iliffe.